# Feliniopsis septentrionalis
Feliniopsis septentrionalis är en fjärilsart som beskrevs av Pierre Claude Rougeot och François Louis Nompar de Caumont de Laporte 1983. Feliniopsis septentrionalis ingår i släktet Feliniopsis och familjen nattflyn. Inga underarter finns listade i Catalogue of Life.